# Carlos Tévez
Carlos Alberto Tévez, właśc. Carlos Alberto Martínez (ur. 5 lutego 1984 w Ciudadeli) – argentyński piłkarz, który występował na pozycji napastnika. Od 2022 również trener piłkarski, obecnie prowadzi argentyński zespół  CA Independiente.
W latach 2004–2015 reprezentant Argentyny.

## Kariera klubowa

### Początki
Tévez dorastał w opanowanej przez gangi ubogiej dzielnicy Fuerte Apache (pol. „Silny Apacz”) należącej do miasta Ciudadela na przedmieściach Buenos Aires. Jego matka była uzależniona od kokainy. Jako dziecko został przypadkowo poparzony wrzącą wodą, w wyniku tego zdarzenia do dziś ma blizny na twarzy. Swoją przygodę z piłką nożną rozpoczynał jak większość południowoamerykańskich dzieci, grając na ulicy. Pierwsze kluby do których należał to Estrellas del Uno, Santa Clara, Villa Real i All Boys. W wieku 13 lat dołączył do Boca Juniors. W Boca Juniors zdobył mistrzostwo Argentyny (2003), Copa Libertadores (2003), Puchar Interkontynentalny (2003) i Copa Sudamericana (2004). Grał w tym klubie do końca 2004 roku.

### Tévez w Brazylii

#### Sezon 2005
W styczniu 2005 Boca Juniors odsprzedała Téveza do Corinthians Paulista, gdzie miał odegrać główną rolę w tworzonym przez klub z São Paulo dream teamie. Główny inwestor – grupa MSI (Media Sports Investment) – zapłacił łącznie 22,6 miliona dolarów za 20-letniego napastnika, co uczyniło go najdroższym piłkarzem w historii zakupionym przez jakikolwiek południowoamerykański klub. Obok Argentyńczyka zakontraktowani także zostali m.in. Javier Mascherano, Nilmar, Carlos Alberto oraz Daniel Passarella, który objął stanowisko trenera zespołu.
Carlitos zadebiutował w nowym zespole 29 stycznia w meczu przeciwko Americe (wygranym 1-0) w ramach mistrzostw stanu São Paulo, a jego premierowy występ oglądało 48 tys. widzów. Tydzień później strzelił swojego pierwszego gola i Corinthians pokonało Internacional z Limeiry 2-0. Mimo niezłej gry Téveza (w 13 meczach turnieju zdobył 7 bramek), jego drużyna zajęła w rozgrywkach „tylko” drugie miejsce zdecydowanie ulegając São Paulo FC.
Rozczarowanie przyszło także w Pucharze Brazylii, gdzie Argentyńczyk strzelił 4 bramki w 6 meczach, ale Corinthians dotarło jedynie do 1/8 finału. Dopiero turniej o mistrzostwo Brazylii zakończył się pełnym sukcesem Téveza i klubu. Corinthians zdobyło tytuł mistrza kraju, a Carlos, który był kapitanem drużyny, został uznany najlepszym piłkarzem rozgrywek (jako pierwszy od 1976 roku obcokrajowiec, kiedy nagrodę zdobył Chilijczyk Elías Figueroa). Zdobywając 20 goli zajął 3. miejsce w klasyfikacji ligowych strzelców.
W tamtym sezonie wziął też udział w Copa Sudamericana, ale Corinthians zostało wyeliminowane w ćwierćfinale przez meksykański UNAM.
Ogółem wystąpił w 54 meczach, w których zanotował 31 goli.
Rok 2005 nie obył się też bez incydentów z udziałem młodego napastnika. W marcu, podczas treningu starł się z Carlosem Alberto, który zaprotestował przeciwko ostremu zagraniu ze strony Téveza. Carlitos opluł kolegę, za co w rewanżu został przez niego uderzony. Niespełna dwa miesiące później pobił się na treningu z obrońcą Marquinhosem, któremu także nie podobał się zbyt agresywny sposób gry Argentyńczyka. Obaj zostali przez klub ukarani finansowo.

#### Sezon 2006
Kolejny sezon w Brazylii nie był już dla Téveza, a przede wszystkim dla klubu, tak udany. W Campeonato Paulista (Timão zajęło dopiero 6. miejsce) z powodu kontuzji, powołań do kadry narodowej lub oszczędzaniu podstawowych zawodników przez trenera zagrał tylko 7 z 19 meczów (strzelił 6 goli, w tym hat-trick 1 lutego przeciwko São Bento).
W Copa Libertadores 2006 Carlitos rozegrał wszystkie mecze zdobywając w nich 4 gole, ale w 1/8 finału Corinthians przegrało oba spotkania z River Plate (prowadzonym przez Daniela Passarellę, trenera Corinthians w poprzednim roku) i odpadło z turnieju.
Powołany do reprezentacji Argentyny na Mistrzostwa Świata 2006, Tévez opuścił 8 meczów w Campeonato Brasileiro, z których Corinthians przegrało siedem nie strzelając w nich nawet gola i lądując w strefie spadkowej. Już w pierwszym spotkaniu po powrocie z mundialu, 22 lipca przeciwko Fortalezie (2-2), zdobył wyrównującą bramkę. Świętując ją wykonał w stronę własnych kibiców gest nakazujący im uciszenie się, co miało być odpowiedzią na krytykę zespołu. Po meczu, sprowokowani i niezadowoleni z wyniku fani, poturbowali wyjeżdżający ze stadionowego parkingu samochód zawodnika.
Coraz częściej też dochodziło do spięć pomiędzy piłkarzem a nowym trenerem Émersonem Leão, który pozbawił Argentyńczyka opaski kapitana, tłumacząc to m.in. jego niewystarczającą do komunikowania się na boisku znajomością języka portugalskiego. Z kolei sprawujące faktyczną władzę w klubie i posiadające prawa do piłkarza MSI przejawiało coraz większą chęć sprzedania trzykrotnego najlepszego piłkarza kontynentu (lata 2003-2005) do Europy, co powodowało konflikty z dyrekcją Corinthians.
Wszystkie te czynniki zdecydowały, że 20 sierpnia 2006 przeciwko Botafogo (1-0) Carlitos rozegrał swój pożegnalny mecz w Brazylii, po czym w ostatnim dniu letniego okna transferowego (31 sierpnia) przeszedł razem z Javierem Mascherano do West Ham United.
W ciągu 19 miesięcy spędzonych w Corinthians rozegrał dla klubu 78 meczów i zdobył 46 bramek.

### Przeprowadzka do Europy

#### West Ham United (sezon 2006/07)

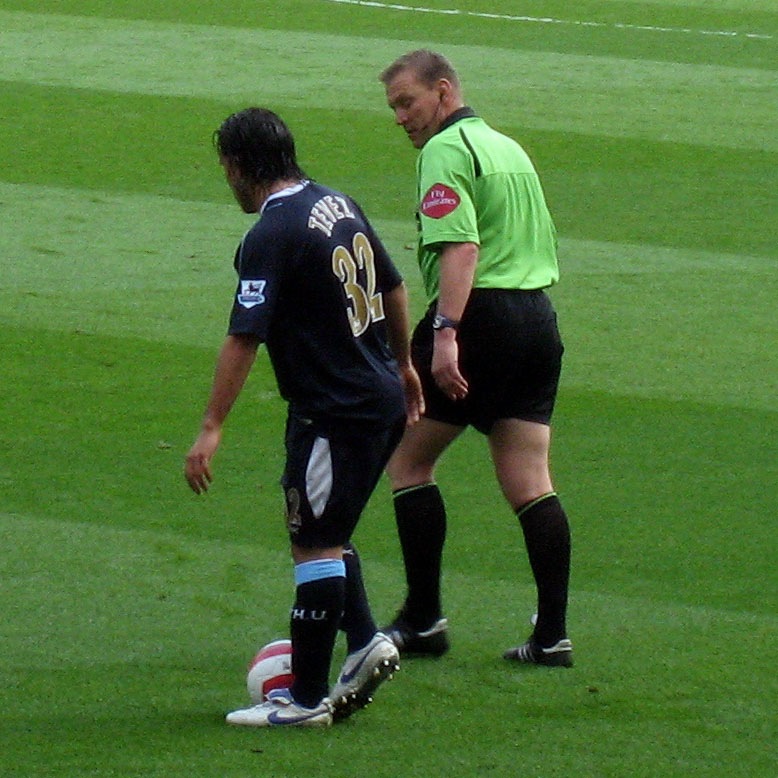
Tevez jako zawodnik West Hamu United.

Pobyt w West Ham United, gdzie spędził jeden sezon (kontrakt miał obowiązywać do czerwca 2010), nie był wielkim sukcesem zawodnika. W lidze „Młoty” do ostatniej chwili walczyły o utrzymanie, a w pozostałych trzech turniejach, w jakich brali udział, odpadali już w początkowych rundach.
Tévez zadebiutował 10 września meczem przeciwko Aston Villa (1-1) zastępując w 61. minucie Marlona Harewooda. Początkowo nie potrafił odnaleźć się w nowym zespole. Często zaczynał spotkania na ławce rezerwowych, do tego dochodziły także drobne kontuzje. Na domiar złego drużyna tuż po jego przyjściu przegrała 8 meczów z rzędu strzelając w nich ledwie jednego gola. W tym samym czasie WHU z piłkarzem w składzie próbowało swoich sił w Pucharze UEFA, ale włoskie US Palermo okazało się dla Anglików za silne (porażki 0-1 i 0-3). Pierwsze wygrane spotkanie, w którym wystąpił Argentyńczyk, zdarzyło się dopiero trzy miesiące po jego dołączeniu do zespołu – 25 listopada West Ham pokonali u siebie Sheffield United 1-0. Potem jednak znów przyszła seria pięciu porażek Téveza.
Przełom nastąpił pod koniec sezonu. Najpierw w meczu z Tottenhamem (4 marca) Carlitos strzelił swego pierwszego gola na Wyspach – w 41. minucie trafił z rzutu wolnego na 2-0, ale mimo prowadzenia, „Hammers” ulegli londyńskim sąsiadom 3-4. Dwa tygodnie później drużyna rozpoczęła trwającą dwa miesiące walkę o uniknięcie degradacji do drugiej ligi. Z ostatnich 9 meczów, w których Tevez zanotował 6 trafień, wygrali 7. W finałowej potyczce sezonu przeciwko Manchesterowi United na wypełnionym po brzegi Old Trafford Argentyńczyk zdobył w 45. minucie bramkę, która dała West Ham niespodziewane zwycięstwo oraz pozostanie w najwyższej klasie rozgrywkowej.
Carlitos wystąpił w barwach West Ham United ogółem w 26 meczach ligowych i 3 pucharowych. Strzelił 7 bramek (w tym dwie 5 maja z Boltonem) i zaliczył 3 asysty. Został także wyróżniony doroczną nagrodą „Hammer of the Year” dla najlepszego zawodnika klubu wyprzedzając w głosowaniu fanów Bobby’ego Zamorę.
Wcześniej jednak miało miejsce wydarzenie, które mogło negatywnie zaważyć na losach zawodnika i którego skutki wywierały wpływ na ligowy futbol jeszcze przez blisko dwa lata. Na początku marca władze Premier League odkryły nieprawidłowości w kontraktach zawartym pomiędzy West Ham United a Tevezem oraz Mascherano i oskarżyły klub o złamanie jednego z punktów regulaminu, który zabrania udziału osób lub firm trzecich w podpisywaniu tego typu umów. Okazało się bowiem, że częściowym właścicielem zawodników jest w dalszym ciągu MSI. Dodatkowo zarzucono kierownictwu „Młotów” celowe ukrywanie tego faktu. W końcu kwietnia zapadł wyrok sądu, który nakazał WHU zapłacenie 5,5 miliona funtów kary. Dzięki wprowadzeniu do kontraktu poprawek satysfakcjonujących Ligę Tevez, któremu groziło zawieszenie na trzy ostatnie mecze w przypadku niespełnienia warunków, nie poniósł żadnych konsekwencji i mógł pomóc drużynie w trudnym momencie.
Sheffield United, które spodziewało się powszechnego w podobnych przypadkach odjęcia West Hamowi punktów i pozostania w elicie na rzecz rywala, w wyniku jedynie grzywny zdegradowane zostało do drugiej ligi. Wobec strat finansowych, jakie pociągnął za sobą spadek o klasę niżej, zażądało od futbolowych władz oraz West Ham United wysokiego odszkodowania. Po wielu miesiącach sporów i procesów sądowych, oba kluby uzgodniły w marcu 2009 szczegóły porozumienia, na mocy którego londyński klub wypłaci drugoligowcowi 15 milionów funtów w ciągu 5 lat oraz dodatkowe 5 milionów w przypadku, gdy WHU zostanie sprzedany.

#### Manchester United (sezon 2007/08)

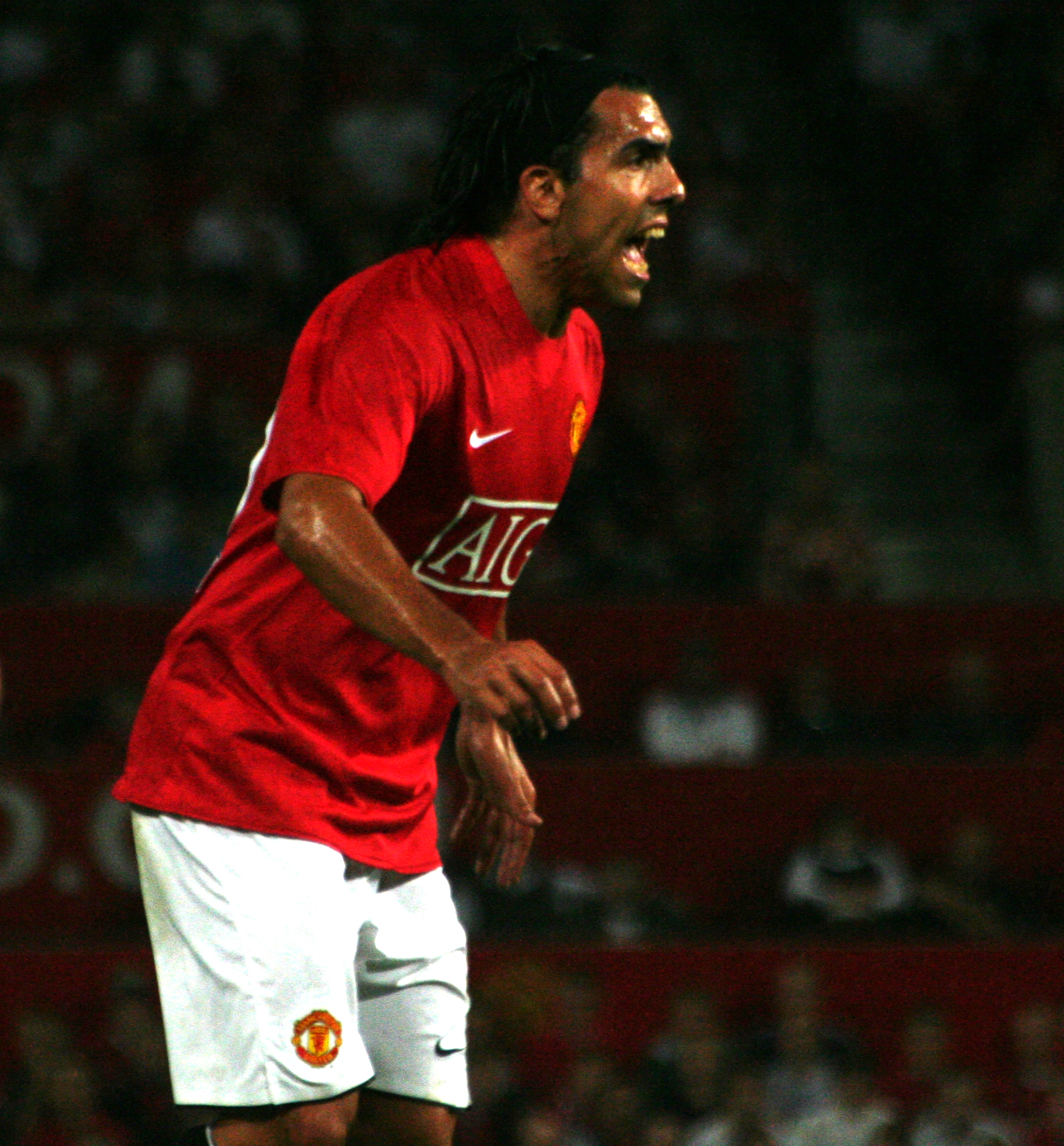
Carlos Tévez w barwach Manchesteru United (2008)

W lipcu 2007 Tévez wyraził chęć gry w Manchesterze United. Jeszcze tego samego miesiąca uzgodnił warunki kontraktu z mistrzem Anglii i poprosił dyrekcję WHU o rozwiązanie obowiązującej umowy. Klub, który zgodnie z kwietniową decyzją Ligi jako jedyny miał prawo decydowania o transferze zawodnika (było to podstawowym warunkiem dopuszczenia Téveza do gry w finale sezonu), zażądał rekompensaty za zrzeknięcie się roszczeń do Argentyńczyka. Sprzeciwiła się temu MSI, która twierdziła, że wciąż jest współwłaścicielem piłkarza i to ona ma prawo do otrzymania kwoty odstępnego, którą miałby zapłacić Manchester. Po kilkunastu dniach negocjacji pomiędzy stronami – rozpatrywano nawet zwrócenie się do FIFA o rozstrzygnięcie problemu – osiągnięto kompromis. MSI oraz jej dyrektor Kia Joorabchian zgodzili się zapłacić West Ham United 2 miliony funtów w zamian za rozwiązanie umowy z piłkarzem i wyrejestrowanie go jako zawodnika WHU.
Niedługo po tym (10 sierpnia 2007) Manchester ogłosił zakontraktowanie Téveza. Uzgodniono, że zawodnik zostanie „wypożyczony” na dwa lata, za co MSI otrzyma od United 10 milionów funtów. Sam piłkarz miał zarabiać 4,5 miliona funtów rocznie.
Swój debiut w tej drużynie zaliczył 15 sierpnia, kiedy to zagrał w ligowym spotkaniu z Portsmouth (1:1). Swoją pierwszą bramkę zdobył natomiast 23 września w pojedynku z Chelsea F.C. Swój debiutancki sezon w ekipie Czerwonych Diabłów zakończył z 34 ligowymi występami (w których zdobył 14 goli), 2 pucharowymi oraz 12 w pucharach europejskich.

#### Sezon 2008/09
3 grudnia 2008 roku w wygranym 5:3 spotkaniu Pucharu Ligi zdobył cztery bramki.
20 czerwca 2009 Manchester United i zawodnik nie doszli do porozumienia w sprawie przedłużenia obowiązującego do końca czerwca kontraktu.

### Manchester City

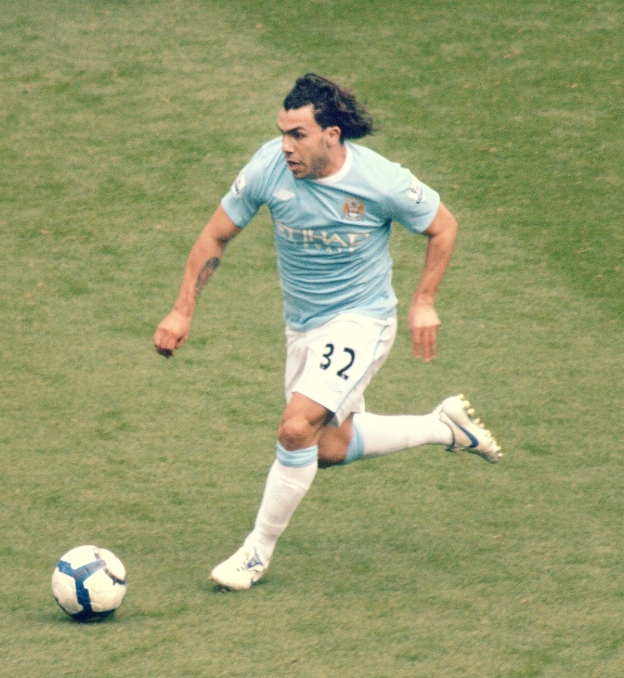
Tevez w barwach Manchesteru City.

13 lipca 2009 piłkarz uzgodnił warunki umowy z Manchesterem City. Transakcja została sfinalizowana tego samego dnia. Tevez został ostatecznie wykupiony od MSI i za około 25 milionów funtów stał się na najbliższe 5 lat własnością „The Citizens”. 15 sierpnia zadebiutował w nowym klubie w meczu z Blackburn Rovers.
Tévez był kapitanem zespołu z Etihad Stadium przez pierwsze dwa sezony. W sezonie 2009/2010 klub zajął 5. miejsce, co było powtórzeniem najlepszego wyniku w Premier League w 1992 roku i zakwalifikował się do Ligi Europy. W sezonie 2010/2011 City odpadło z rozgrywek UEFA w 1/8 finału Ligi Europy po dwumeczu z Dynamem Kijów. 14 maja 2011 Manchester City zdobył pierwszy od 1969 Puchar Anglii i dzięki zajęciu 3. miejsca w lidze zakwalifikował się do Ligi Mistrzów, a Tévez został królem strzelców Premier League. Chociaż Argentyńczyk chciał odejść po sezonie z Man City to nie znalazł klubu, który zaproponowałby dość wysoką kwotę transferową. Goryczy w relacji z klubem dodało przyjście innego Argentyńczyka Sergio Agüero, który stał się pierwszym wyborem trenera Roberto Manciniego. Po odmowy wejścia na boisko w meczu z Bayernem Monachium 27 września 2011 trener odsunął go od składu, zapowiadając że więcej dla City nie zagra. Od początku 2011/2012 sezonu Tévez zagrał w zaledwie czterech spotkaniach jako prawy lub cofnięty napastnik, w tym tylko raz zaczynał w składzie wyjściowym. Klub ponownie nie znalazł Tévezowi nowego pracodawcy i przez pół roku wypłacał wielomilionowe wynagrodzenie, chociaż ani razu nie został powołany do kadry meczowej. 31 marca 2012 nastąpił „powrót syna marnotrawnego”, kiedy po raz pierwszy od ukarania go przez sztab Carlos Tévez pojawił się w kadrze na mecz z Chelsea. Następnie w 66. minucie wyszedł na boisko i asystował przy golu dającym zwycięstwo. Od 33. kolejki Carlos wrócił do wyjściowego składu The Citizens i zdobył nawet gola w meczu z West Brom i hat-tricka z Norwich. Rzutem na taśmę Manchester City zdobyło pierwsze od 1968 mistrzostwo Anglii dzięki lepszemu bilansowi bramkowemu nad Manchesterem United. W sezonie 2012/2013 City zdobyło Tarczę Wspólnoty, m.in. dzięki trafieniu Téveza w wygranym 3-2 starciu z Chelsea. Sezon dla całej drużyny był mniej udany, po kompromitacji w Lidze Mistrzów i zdobyciu wicemistrzostwa ze stratą 11 punktów do United, klub nie zdołał „uratować” sezonu, przegrywając w finale Pucharu Anglii 1-0 z Wigan (drużyną która spadła w tym samym sezonie z ligi). Tévez w całym sezonie strzelił 17 bramek i na równi z Agüero było najlepszym strzelcem zespołu. Po 3 latach i 11 miesiącach w Manchesterze City klub sprzedał go za 9 mln euro do mistrza Włoch – Juventusu, kończąc tym samym siedmioletni pobyt na wyspach. W tym czasie Tévez w 202 występach ligowych zdobył 85 bramek i trzy razy świętował mistrzostwo.

### Juventus
27 czerwca podpisał kontrakt z Juventusem Turyn. We włoskim klubie zagra z numerem 10, który poprzednio nosił Alessandro Del Piero. Pierwszego gola w nowej drużynie strzelił w swoim debiucie 18 sierpnia 2013, kiedy to Juventus pokonał S.S. Lazio wynikiem 4:0 w meczu o Supercoppa italiana. Po zakończeniu sezonu 2014/15 przeniósł się do klubu Boca Juniors.

### Shanghai Shenhua
29 grudnia 2016 podpisał kontrakt z Shanghai Greenland. Tym samym stał się najlepiej zarabiającym piłkarzem w historii futbolu.

### Po raz trzeci w Boca Juniors
5 stycznia 2018, Boca Juniors ogłosiło w mediach społecznościowych, że Tevez dołączył do klubu. Po trzyletnim pobycie w klubie odszedł po zakończeniu kontraktu w lipcu 2021 i po rocznym okresie pozostawania bez klubu 4 czerwca 2022 ogłosił zakończenie kariery.

## Reprezentacja Argentyny

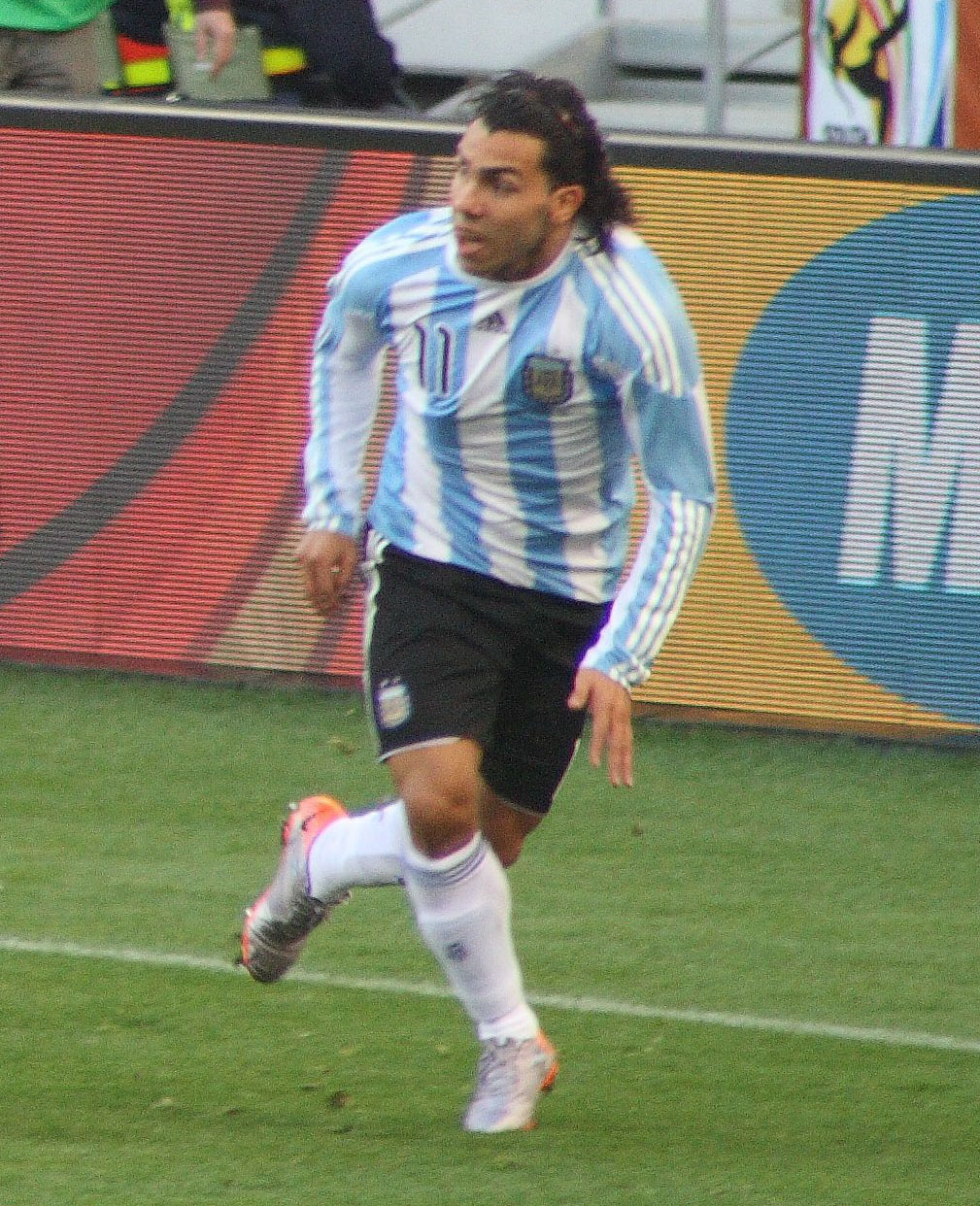
Carlos Tévez w barwach narodowych reprezentacji Argentyny (2010)

Tévez jest powoływany do reprezentacji Argentyny, z którą osiągnął już kilka sukcesów. W Copa America (2004) pomógł drużynie zająć drugie miejsce. Zdobył także na Igrzyskach Olimpijskich w Atenach w 2004 roku złoty medal, będąc jednocześnie najlepszym strzelcem Igrzysk (8 goli w 6 meczach). W 2006 roku został powołany do składu na Mistrzostwa Świata w Niemczech w 2006 roku. Zdobył z Argentyną drugie miejsce w Copa America 2007.

## Odbiór społeczny
Również media i znawcy piłki nożnej doceniają tego zawodnika. The Argentine Football Writers nadali mu tytuł Footballer of the Year w 2003 i 2004 oraz Sportsman of the Year w 2004. W rankingu International Federation of Football History and Statistics zajął drugie miejsce w klasyfikacji The World's Top Goal Scorer w 2004 z 16 bramkami na koncie.

## Statystyki
Stan na 22 marca 2020.
| Klub                 | Sezon              | Liga  | Liga | Puchar | Puchar | Puchar ligi | Puchar ligi | Kontynent. | Kontynent. | Inne  | Inne | Suma  | Suma |
| Klub                 | Sezon              | Mecze | Gole | Mecze  | Gole   | Mecze       | Gole        | Mecze      | Gole       | Mecze | Gole | Mecze | Gole |
| -------------------- | ------------------ | ----- | ---- | ------ | ------ | ----------- | ----------- | ---------- | ---------- | ----- | ---- | ----- | ---- |
| Boca Juniors         | 2001/2002          | 11    | 1    | –      | –      | –           | –           | 4          | 1          | –     | –    | 15    | 2    |
| Boca Juniors         | 2002/2003          | 32    | 11   | –      | –      | –           | –           | 9          | 5          | –     | –    | 41    | 16   |
| Boca Juniors         | 2003/2004          | 23    | 12   | –      | –      | –           | –           | 14         | 3          | 2     | 1    | 39    | 16   |
| Boca Juniors         | 2004/2005          | 9     | 2    | –      | –      | –           | –           | 6          | 2          | –     | –    | 15    | 4    |
| Boca Juniors         | Suma               | 75    | 26   | 0      | 0      | 0           | 0           | 33         | 11         | 2     | 1    | 110   | 38   |
| Corinthians Paulista | 2005               | 29    | 20   | 6      | 4      | 13          | 7           | 4          | 0          | –     | –    | 52    | 31   |
| Corinthians Paulista | 2006               | 9     | 5    | 0      | 0      | 7           | 6           | 8          | 4          | –     | –    | 24    | 15   |
| Corinthians Paulista | Suma               | 38    | 25   | 6      | 4      | 20          | 13          | 12         | 4          | 0     | 0    | 76    | 46   |
| West Ham United      | 2006/2007          | 26    | 7    | 1      | 0      | 0           | 0           | 2          | 0          | –     | –    | 29    | 7    |
| West Ham United      | Suma               | 26    | 7    | 1      | 0      | 0           | 0           | 2          | 0          | 0     | 0    | 29    | 7    |
| Manchester United    | 2007/2008          | 34    | 14   | 2      | 1      | 0           | 0           | 12         | 4          | –     | –    | 48    | 19   |
| Manchester United    | 2008/2009          | 29    | 5    | 3      | 2      | 6           | 6           | 9          | 2          | 4     | 0    | 51    | 15   |
| Manchester United    | Suma               | 63    | 19   | 5      | 3      | 6           | 6           | 21         | 6          | 4     | 0    | 99    | 34   |
| Manchester City      | 2009/2010          | 35    | 23   | 1      | 0      | 6           | 6           | –          | –          | –     | –    | 42    | 29   |
| Manchester City      | 2010/2011          | 31    | 201  | 6      | 3      | 0           | 0           | 7          | 0          | –     | –    | 44    | 23   |
| Manchester City      | 2011/2012          | 13    | 4    | 0      | 0      | 1           | 0           | 1          | 0          | –     | –    | 15    | 4    |
| Manchester City      | 2012/2013          | 34    | 11   | 6      | 5      | 1           | 0           | 5          | 0          | 1     | 1    | 47    | 17   |
| Manchester City      | Suma               | 113   | 58   | 13     | 8      | 8           | 6           | 13         | 0          | 1     | 1    | 148   | 73   |
| Juventus             | 2013/2014          | 34    | 19   | 1      | 0      | –           | –           | 12         | 1          | 1     | 1    | 48    | 21   |
| Juventus             | 2014/2015          | 32    | 20   | 1      | 0      | –           | –           | 13         | 7          | 1     | 2    | 47    | 29   |
| Juventus             | Suma               | 66    | 39   | 2      | 0      | 0           | 0           | 25         | 8          | 2     | 3    | 95    | 50   |
| Boca Juniors         | 2015               | 12    | 5    | 5      | 4      | –           | –           | 0          | 0          | 1     | 0    | 18    | 9    |
| Boca Juniors         | 2016               | 11    | 4    | 4      | 2      | 2           | 0           | 12         | 5          | –     | –    | 29    | 11   |
| Boca Juniors         | 2016/2017          | 11    | 5    | –      | –      | –           | –           | –          | –          | –     | –    | 11    | 5    |
| Boca Juniors         | Suma               | 34    | 14   | 9      | 6      | 2           | 0           | 12         | 5          | 1     | 0    | 58    | 25   |
| Shanghai Shenhua     | 2017               | 16    | 4    | 3      | 0      | –           | –           | 1          | 0          | –     | –    | 20    | 4    |
| Shanghai Shenhua     | Suma               | 16    | 4    | 3      | 0      | 0           | 0           | 1          | 0          | 0     | 0    | 20    | 4    |
| Boca Juniors         | 2017/2018          | 10    | 3    | –      | –      | –           | –           | 10         | 3          | 1     | 0    | 21    | 6    |
| Boca Juniors         | 2018/2019          | 21    | 5    | 3      | 1      | 2           | 0           | 9          | 1          | 1     | 0    | 36    | 7    |
| Boca Juniors         | 2019/2020          | 17    | 9    | 7      | 0      | 4           | 0           | 1          | 0          | –     | –    | 29    | 9    |
| Boca Juniors         | Suma               | 48    | 17   | 10     | 1      | 6           | 0           | 20         | 4          | 2     | 0    | 86    | 22   |
| Łącznie w karierze   | Łącznie w karierze | 479   | 208  | 49     | 22     | 42          | 25          | 139        | 38         | 12    | 5    | 721   | 299  |

1Różne źródła przypisują gol 26.12.10 w 81 min. przeciwko Newcastle jako trafienie Teveza  lub gol samobójczy Colocciniego .

## Sukcesy

### Boca Juniors
- Mistrzostwo Argentyny: 2003/2004 Apertura, 2015, 2016/2017, 2017/2018, 2019/2020
- Copa Libertadores: 2003
- Copa Sudamericana: 2004
- Puchar Interkontynentalny: 2003
- Puchar Argentyny: 2014/2015
- Superpuchar Argentyny: 2018

### Corinthians
- Mistrzostwo Brazylii: 2005

### Manchester United
- Mistrzostwo Anglii: 2007/2008, 2008/2009
- Puchar Ligi Angielskiej: 2008/2009
- Tarcza Wspólnoty: 2008
- Liga Mistrzów UEFA: 2007/2008
- Klubowe Mistrzostwo Świata: 2008

### Manchester City
- Mistrzostwo Anglii: 2011/2012
- Puchar Anglii: 2010/2011
- Tarcza Wspólnoty: 2012

### Juventus
- Mistrzostwo Włoch: 2013/2014, 2014/2015
- Puchar Włoch: 2014/2015
- Superpuchar Włoch: 2013

### Shanghai Shenhua
- Puchar Chin: 2017

### Reprezentacyjne
- Mistrz Olimpijski: 2004
- Wicemistrzostwo Copa América: 2004, 2007, 2015
- Wicemistrzostwo Pucharu Konfederacji: 2005
- Mistrzostwo Ameryki Południowej U-20: 2003

### Indywidualne
- Złoty But Premier League: 2010/2011 (20 goli)
- Złoty But Letnich Igrzysk Olimpijskich: 2004 (8 goli)

### Wyróżnienia
- Południowoamerykański Piłkarz Roku: 2003, 2004, 2005
- Południowoamerykańska drużyna roku: 2003, 2004, 2005
- MVP Copa Libertadores: 2003
- Piłkarz roku w Argentynie: 2003, 2004
- Sportowiec roku w Argentynie: 2004
- Najlepszy piłkarz Campeonato Brasileiro Série A: 2005
- Drużyna roku Campeonato Brasileiro Série A: 2005
- Bola de Ouro: 2005
- Bola de Prata: 2005
- Piłkarz roku w West Ham United: 2006/2007
- Piłkarz roku w Manchester City: 2009/2010
- Drużyna roku w Premier League według PFA: 2010/2011
- Piłkarz miesiąca w Premier League: grudzień 2009
- Złoty Guerin: 2014, 2015
- Piłkarz sezonu w Juventus: 2013/2014, 2014/2015
- Drużyna roku Serie A: 2013/2014, 2014/2015
- Drużyna sezonu Ligi Europy UEFA: 2013/2014
- Piłkarz roku Serie A: 2014/2015